# François-Marie-Louis-Romain Michet de la Baume
François-Marie-Louis-Romain Michet de la Baume, francoski general, * 1885, † 1964.